# Referendum costituzionale in Grecia del 1968
Il 15 novembre 1968 si tenne in Grecia un referendum costituzionale. Agli elettori venne chiesto se volessero ratificare una nuova costituzione preparata dal regime dittatoriale. La proposta fu approvata dal 92,1% dei votanti, con un'affluenza alle urne del 77,7%.

## Contesto
Una giunta militare, presieduta dal colonnello Georgios Papadopoulos, aveva governato la Grecia da quando un gruppo di ufficiali di medio rango organizzò un colpo di stato il 21 aprile 1967. Il re Costantino II approvò con riluttanza il colpo di stato, ma iniziò a prepararsi per un contro-golpe da parte di elementi delle forze armate a lui fedeli. Il controgolpe, lanciato il 13 dicembre 1967, fallì e il re e la famiglia reale fuggirono in Italia. All'indomani del tentato colpo di stato reale, il re fu sostituito da un reggente, il generale Georgios Zoitakis, e Papadopoulos assunse la carica di Primo Ministro.
Il 16 dicembre Papadopoulos annunciò che la nuova costituzione, che era stata preparata da un comitato di esperti giuridici sotto Charilaos Mitrelias, presidente del Consiglio di Stato, sarebbe stata presentata formalmente al popolo il 16 marzo 1968, e successivamente confermata da un plebiscito estivo. La bozza originale del Comitato di Mitrelias, tuttavia, venne ritenuta troppo liberale e fu pesantemente modificata nei mesi successivi. Nella sua forma definitiva, presentata l'11 luglio 1968, veniva mantenuta la monarchia, ma concesse alle forze armate l'autonomia dal controllo governativo e parlamentare, affidandogli il ruolo di guardiani dello status quo, e impose restrizioni ai partiti politici e istituì un organo costituzionale di vigilanza, la Corte Costituzionale, con ampi poteri per regolamentare la vita politica del Paese.
Il referendum stesso fu considerato dal regime come un voto pubblico a sostegno alle sue politiche. La partecipazione fu resa obbligatoria e l'astensione era punita con la reclusione. Il regime impiegò un'ampia propaganda a favore di un voto per il "sì", mentre qualsiasi opposizione fu messa a tacere. L'esito del referendum fu quindi prevedibilmente favorevole alla nuova costituzione. Il voto, nonostante la partecipazione obbligatoria, fu comunque caratterizzato da un'elevata astensione, che superò il 22%.

## Risultati
| Scelta                                  | Contro    | %    |
| --------------------------------------- | --------- | ---- |
| A favore                                | 4.713.421 | 92,1 |
| Contro                                  | 403.829   | 7.9  |
| Voti non validi/bianchi                 | 16.656    | –    |
| Totale                                  | 5.133.906 | 100  |
| Elettori registrati/affluenza alle urne | 6.606.111 | 77,7 |
| Fonte: Nohlen & Stöver                  |           |      |